# With a Little Luck
«With a Little Luck» es una canción compuesta por el músico británico Paul McCartney y publicada en el álbum de estudio de 1978 London Town. La canción fue también publicada como primer sencillo promocional del álbum y alcanzó el puesto 1 en la lista estadounidense Billboard Hot 100 y el 5 en la lista británica UK Singles Chart.

## Publicación
«With a Little Luck» fue compuesta por Paul McCartney durante el cuarto embarazo de su mujer, Linda McCartney, el cual obligó a posponer las sesiones de grabación de London Town. La canción fue compuesta en Escocia y grabada en la embarcación Fair Carol en las Islas Vírgenes antes de la marcha del guitarrista Jimmy McCulloch y del batería Joe English de Wings.
El autor Chris Ingham alabó la canción como una de las mejores del álbum, comentando que estaba «llena de los mejores toques de sintetizador pop».
La canción fue publicada en los álbumes recopilatorios Wings Greatest en 1978, All the Best! en 1987 y Wingspan: Hits and History en 2001. Existen dos versiones de la canción: una de 5:45 minutos de duración, publicada en London Town, Wings Greatest y All the Best!, y una versión editada de 3:13 y publicada en formato sencillo y en el recopilatorio Wingspan. 